# Ralph Lauren Corporation
Ралф Лорен Корпорација је америчка модна компанија која производи гардеробу, сатове и парфеме у распону од средњег до луксузног сегмента (у смислу цена). Познати су и по маркетингу и дистрибуцији производа у четири категорије: одећа, дом, додаци и мириси. Брендови компаније укључују Чапс средњег ранга, премиум бренда Ралф Лорен, премиум Поло Ралф Лорен, Дабл РЛ, Ралф Лорен дечију одећу, Деним & Суплај Ралф Лорен, марку Клуб Монако, луксузне марке Ралф Лорен Прпл Лабел и Ралф Лорен колекције. Ралф Лорен Корпорација има седиште у Њујорку, а основана је 1967. године. Оснивач ове компаније јесте амерички модни дизајнер Ралф Лорен.

## Историја
Корпорација Ралф Лорен започела је свој рад 1967. године израђујући мушке кравате, док је Лорен имао 28 година. Он је убедио председника компаније да му дозволи да започне сопствену линију производа. Ослањајући се на своје интересовање за спорт, Лорен је своју прву линију мушке одеће назвао „Поло“ (1968. година).
До 1969. године, мeнхeтeнска робна кућа Блумингдејлс продала је ексклузивно Лоренову прву мушку линију. Године 1971, корпорација Ралф Лорен лансирала је линију мајица скројених за жене, чиме је представљен амблем поло играча, који се појављује на манжетни мајице. Прва комплетна женска колекција лансирана је следеће (1972) године.
Године 1972, отвара се продавница компаније Ралф Лорен на Родео Драјву у Беверли Хилсу у Калифорнији, његова прва самостална продавница. Исте те године Лорен је избацио линију памучних мајица кратких рукава у 24 боје. Овај дизајн, украшен познатим логотипом компаније - поло играчем, креираног од тениског професионалца Ренеа Лакостеа, постао је изглед бренда. Пет година касније Корпорација Ралф Лорен представила је мајицу од памучне мрежице у разним бојама, којој је на грудима био истакнут логотип поло играча.
Године 1974, Ралф Лорен је опремао мушку глумачку поставу Великог Гетсбија (енгл. Тhe Great Gatsby) костимима одабраним из његове Поло линије - мушка одела и џемпери у стилу 20-их година 20. века, као и ружичасто одело које је Лoрен дизајнираo посебно за Џеја Гетсбија Роберта Редфорда. Године 1977, Дајана Китон и Вуди Ален носили су Лоренову одећу у филму награђеном Оскаром, Ени Хол.
Први мирис Ралф Лорена издат је 1978. произведен од Вона-Лорена,а лансиран на Блумингдејлс. 
Kомпанија је убрзо ушла на европско тржиште 1981. године отварањем прве самосталне продавнице у улици Њу Бонд у западном крају Лондона,Енглеска. Дана 12. јуна 1997. компанија постаје јавно трговачка компанија на Њујоршкој берзи.
Ресторан са 98 места, РЛ, отворен је у марту 1999. године у Чикагу поред своје највеће и светске водеће продавнице Ралф Лорен на Величанственој миљи. Уследило је отварање два нова ресторана - Ралф'с (Ralph's) у улици 173 Булевар Париз Сен Жермена 2010. године и Поло Бара у Половој продавници у Њујорку 2015. године.
Компанија је отворила своју веб страницу и онлајн продавницу 2000. године под називом поло.цом (polo.com) од стране Ралф Лорен Медија (сарадња Ралф Лорена и НБЦ-а). Корпорација Ралф Лорен је 2007. године стекла удео НБЦ-а у РЛ Медију и веб локација је поново покренута под новом веб адресом ралфлорен.цом(ralphlauren.com). У септембру 2015. године објављено је да ће Стефан Ларсон у новембру заменити оснивача компаније, Ралф Лорена. Лорен је ипак остао извршни председник и главни креативни директор.
У фебруару 2017. објављено је да је Ларсон пристао да напусти своје место извршног директора ефективно 1. маја 2017. због разлика са Лореном. Ралф Лорен је 17. маја 2017. именовао Патриција Лувета за председника и извршног директора. Лувет је однедавно (17. јула 2017.) почео да обавља функцију председника групе, Глобал Бјути у компанији Проктер & Гамбле (П&Г).

## Брендови
- Ралф Лорен женска колекција и Ралф Лорен Љубичасти Лабел: Колекција Ралф Лорен за жене, лансирана 1971, креће се од ручно израђених вечерњих хаљина до спортске одеће. Покренута 1994. године, Ралф Лорен Љубичасти Лабел за мушкарце нуди одела, прилагођена спортској одећи по мери, као и обућу, модне додатке и пртљаг по наруџби.[19]
- Ралф Лорен сатови и накит: Ралф Лорен је 2009. године, заједно с луксузном групом Финансијера компаније Рисмон ЦА, лансирао колекцију сатова преко Ралф Лорен сатова и накита(Ralph Lauren Watch & Jewelry Co).[20]
- Ралф, Ралф Лорен: Ралф представљен 1994. године, нудио је одела, спортске капуте, прслуке и класичне капуте.[21]
- Поло Ралф Лорен: Мушки поло, прва је комплетна линија спортске и кројене одеће Ралф Лорена лансирана 1967. године.[22]
- Поло Спорт : Поло Спорт представљен 1992. године, је линија активне одеће за спорт и фитнес. Ралф Лорен је 2014. године дебитовао о Поло мајици која је садржала паметне технологије тканина које наводно "снимају робусне биометрије од корисника".[23]
- Двоструки РЛ: Основан 1993. године, а назван по Ралфу Лорену и његовој супрузи Рики(Ricky's) на ранчу „РРЛ“ у Колораду, РРЛ мушкарцима нуди мешавину трепера, винтиџ одеће, спортске одеће и модних додатака, са инспирацијом у радној одећи и војној опреми.[24]
- Лорен Ралф Лорен: Лорен за жене лансиран 1996. године, нуди спортску одећу, хаљине, активну одећу, модне додатке и обућу по нижој цени. Лорен за мушкарце нуди мушку одећу, одела, спортске капуте, кошуље, мушке хаљине, комбинезоне, капуте и кравате по повољнијој цени.[25]. Овај бренд се углавном креће изнад Чапса у цени, али испод Пола Ралф Лорена.
- Поло Голф и РЛКС Голф: Поло Голф је представљен 1990. године, док је РЛКС Голф представљен 1998. године су такође брендови компаније Ралф Лорен.[26]
- Пинк Пони: Основан 2000. године у добротворне сврхе. Проценат од свих продатих производа иде у Пинк Пони фондацију и друге велике хуманитарне организације против рака широм света. Пинк Пони је првенствено за жене. Сви Пинк Пони предмети имају ружичастог поло играча.[27]
- Поло Ралф Лорен за децу : Артикли укључују поло плетене кошуље и џемпере од кашмира.[28]
- Деним & Суплај Ралф Лорен: Линија Деним & Суплај Ралф Лорен лансирана је 2011. године, а инспирисана заједницама уметника из Бруклина, Њујорка и аутентичним стилом који се јавља на сцени музичких фестивала.[29] Деним & Суплај је обустављен у септембру 2016. године.
- Чапс: Бренд средњег ранга који продаје лежерну спортску одећу, радну гардеробу и хаљине[30]. Бренд Чапс доступан је пре свега у продавницама компаније Кохл и Белк, а по цени може да се надмеће са ПВХ брендом Изод.
- Клуб Монако: Клуб Монако дизајнира и продаје своју одећу као и прибор за мушкарце и жене.[31]
- Амерички стил живота(American living): Ралф Лорен је 2008. покренуо Американ Ливинг за мушкарце и жене, бренд за живот [32]. Ова линија је била упоредива са линијом Чапс, али је пласирана као ексклузивнија линија, за разлику од Чапс-а који се продаје у више продаваца. Ова линија прекинута је 2012. године због слабе продаје. На Маци'с-у се сада продаје другачија линија Ливинг Ливинг-а; тренутна линија Американ Ливинга укључује само женску одећу.
- Ралф Лорен дом и боје: Ралф Лорен опрема за кућу (Ralph Lauren Home), прва комплетна кућна колекција америчког дизајнера одеће, дебитовала је 1983. године са намештајем и додацима за кућу. Ралф Лорен Дом (Ralph Lauren Home) укључује намештај, постељину, порцелан, кристал, сребро, декоративне додатке и поклоне, као и осветљење, тканину, зидне облоге и подне облоге. Ралф Лорен лансирао је своје боје 1995, док сада има преко 400 палета.[33]
- Парфеми : 1978. Ралф Лорен лансира своје прве мирисе: Лорен за жене и Поло за мушкарце. Оригинално произведен од Варнер-Лорен, компанија Л'Ореал сада производи Ралф Лорен мирисе за мушкарце и жене, укључујући свет пола (поло, поло плави, поло црни, поло црвени), романсу Ралф Лорен (Ralph Lauren Romance), поноћна романса(Midnight Romance) и велики пони/Биг Пони (the Big Pony) из колекције за жене и мушкарце.[34]
- Ресторани Ралф Лорен: РЛ Ресторан Чикаго отворио се 1999. године, поред своје највеће водеће продавнице Ралф Лорен на свету, на авенији Мичигена, дуж Величанствене миље. У 2010. години Ралф је отворио водећу радњу у дворишту у 173 Булевару Сент Жермен Парис. У августу 2014. године, Ралф Кафетерија ( Ralph's Coffee ) се отвара на другом спрату Поло водеће радње у Њујорку. Поло Бар, који се налази поред њујоршке поло водеће продавнице, отворен је у јануару 2015. године.[35]

## Радње
Компанија је завршила 2016. годину са 493 продавнице којима директно управља: 144 продавнице компаније Ралф Лорен, 77 продавница Клуба Монако и 272 поло фабрика. Компанија је такође управљала 583 конфекцијских продавница широм света.
Поред локација на којима управља компанија, међународни партнери за лиценцирање су на крају године 2016. имали 93 продавнице компаније Ралф Лорен и 42 наменске продавнице, као и 133 продавницa Клуба Монако.
Ралф Лорен управља својим представничким водећим продавницама у Њујорку на Медисон Авeнији - за мушку одећу у некадашњем дворцу Ринелендер, као и за женску одећу и кућне додатке на другој страни, преко пута, која је отворена 2010. Компанија такође управља водственим бродовима, за малопродају Лоренове колекције у Чикагу, Менхасету, Гринвичу (САД), Лондону, Милану, Токију, Москви и Паризу.

## Спортска спонзорства

### Тениски савез Сједињених Америчких Држава (УСТА)
Године 2005, Тениска асоцијација Сједињених Држава одабрала је корпорацију Ралфа Лорена за службеног спонзора одеће за УС Опен-а. Као део партнерства, све особе и службеници који се налазе на УС Опен-у обучени су у посебно дизајнирану одећу Ралфа Лорена. Ово је његово прво тениско спонзорство.

### Вимблдон
Године 2006, корпорација Ралф Лорен постала је званични спонзор Вимблдона. Лорен је први дизајнер у историји тениског турнира изабран да креира униформе за све званичнике на терену.

### Олимпијски тим Сједињених Америчких Држава
Корпорација Ралф Лорен је званични спонзор америчких олимпијских и параолимпијских тимова, с правом да производе дистрибуирају, рекламирају, промовишу и продају производе у Сједињеним Америчким Државама. Компанија је успоставила партнерство са спортистима који су амбасадори бренда и као лица рекламних, маркетиншких и јавних кампања.
Корпорација Ралф Лорен сарађује са Олимпијским комитетом Сједињених Држава да постане званични спонзор Олимпијског тима САД, за Летње олимпијске игре 2008. у Пекингу, Зимске олимпијске игре 2010. у Ванкуверу, Летње олимпијске игре 2012. у Лондону, Зимске олимпијске игре 2014. у Сочију и Летње олимпијске игре 2016. године. у Рију.

## Филантропија
- У 1989. години је основан Нина Хајд Центар за истраживање рака дојке у Универзитетској болници Џорџтаун у Вашингтону, Д.Ц., у знак сећања на покојног дописника из моде.[44]
- Ралф Лорен је 1994. године био председавајући и креирао је име и симбол за Фешн Таргетс Рак дојке. Желео је да подигне свест људи о значају финансирања борби против рака дојке.[45]
- Корпорација Ралф Лорен је 2000. покренула свој волонтерски програм који подстиче запослене и ствара значајне везе са заједницама у којима раде.[46]
- Дана 15. септембра 2000. корпорација Ралф Лорен покренула је кампању Пинк Пони, националну иницијативу за смањење неједнакости у нези рака, подизањем свести, али и унапређењем превенције, скрининга и лечења у сиромашним и недовољно подржаним заједницама.[47]
- Године 2001, Фондација Поло Ралф Лорен основала је Амерички фонд хероја 11. септембра како би омогућила Половим запосленима широм света (око 10.000 људи), као и њиховим купцима, могућност да учествују у акцијама помоћи.[48]
- Ралф Лорен је 2003. основао Центар за негу и превенцију рака Ралф Лорен у Харлему. Центар је сарадња између Ралфа Лорена, Мемориал Слоан-Кетеринга и Северне опште болнице у Харлему, Њујорк.[49]
- Године 2004. основана је Поло модна школа у којој руководиоци компанија раде са младима из града како би приближили и дочарали рад са модом.[50]
- Године 2006. покренута је Поло Џинс Г.И.В.Е. кампања је креирана како би инспирисала и охрабрила рад у заједници кроз волонтеризам подржавајући напоре преданих волонтера и њихових разлога.[51]
- Оригинална застава Америке из 1813. године која је инспирисала Франсиска Скота Киа да напише химну Барјак искићен звездама (енгл. The Star-Spangled Banner), сачувана је доприносом у износу од 10 милиона долара бренда Поло Ралфа Лорена 2008. године.[52]
- Ралф Лорен корпорација је 2014. године у сарадњи са Рјал Марсден НХС фондација Траст, највећим центром за рак у Европи, развила светску установу за истраживање рака дојке. Корпорација Ралф Лорен је 2016. отворила Ројал Марсден Ралф Лорен Центар за истраживање рака дојке.[53]
- У марту 2020. године корпорација Ралф Лорен донирала је 10 милиона долара и започела израду изолационих хаљина и медицинских маски како би подржала борбу против КОВИД-19.[54]